# 胡道安
胡 道安（こ どうあん、368年 - 409年）は、南朝宋の武帝劉裕の即位前の側室。文帝劉義隆の母。本貫は淮南郡。

## 経歴
東晋の義熙初年、劉裕に迎えられて劉義隆を産んだ。義熙5年（409年）、譴責を受けて死を賜った。享年は42。丹徒に葬られた。
永初元年（420年）、劉裕が即位すると道安は婕妤の位を追贈された。元嘉元年（424年）、文帝が即位すると道安は章皇太后の諡号を贈られて追尊され、その陵墓は熙寧陵と名づけられた。建康に廟が立てられた。

## 伝記資料
- 『宋書』巻41 列伝第1
- 『南史』巻11 列伝第1